# Jaką mnie pragniesz
Jaką mnie pragniesz (As You Desire Me) – amerykański dramat filmowy z 1932 roku.
Obraz wyreżyserował George Fitzmaurice, a główne role zagrali Greta Garbo i Melvyn Douglas. Był to ostatni film aktorki w ramach pierwszego kontraktu z MGM (co sprowokowało insynuacje, jakoby tym filmem Garbo miała zakończyć karierę). Po jego premierze nastąpiła półtoraroczna przerwa w karierze gwiazdy, kiedy to powróciła w filmie Królowa Krystyna w grudniu 1933. Obraz Jaką mnie pragniesz został nominowany do nagrody National Board of Review.

## Obsada
- Greta Garbo - Zara (Maria)
- Melvyn Douglas - Bruno Varelli
- Erich von Stroheim - Carl Salter
- Owen Moore - Tony Boffie
- Hedda Hopper - Ines Montari
- Rafaela Ottiano - Lena